# Tiradentes (ort)
Tiradentes är en ort i Brasilien.   Den ligger i kommunen Tiradentes och delstaten Minas Gerais, i den sydöstra delen av landet, 700 km sydost om huvudstaden Brasília. Tiradentes ligger 930 meter över havet och antalet invånare är 4 439.
Terrängen runt Tiradentes är platt åt sydväst, men åt nordost är den kuperad. Närmaste större samhälle är São João del Rei, 9,1 km väster om Tiradentes.
Omgivningarna runt Tiradentes är huvudsakligen savann. Runt Tiradentes är det ganska tätbefolkat, med 149 invånare per kvadratkilometer.